# Dům rodiny Najdanovićů
Dům rodiny Najdanovićů (srbsky Кућа породице Најдановић) se nachází v Bělehradě, hlavním městě Srbska, v místní části Savski venac, na ulici Gavrila Principa. Dům byl postaven před rokem 1830 a je zapsán na seznamu kulturních památek města Bělehradu.

## Historie
Dům vznikl pravděpodobně před rokem 1830 a je jedním z mála starých domů, které se dochovaly v Sávském amfiteátru v lokalitě Savamala, Je tak příkladem architektury na počátku 19. století a balkánského stylu. Stejně jako ostatní domy tohoto typu vznikl hrázděním, tj. nejprve byla postavena dřevěná konstrukce a ta poté byla vyplněna cihlami nebo jiným stavebním materiálem. Fasády jsou jednoduché bez větších dekorací. Na průčelí se nachází arkýř s výhledem na hlavní ulici. Stejně jako řada dalších domů své doby měl přízemí pro hospodářskou činnost, resp. nacházel se zde hostinec a patro sloužilo pro bydlení.
Dům je známý díky spisovateli Petaru Kočićovi, který zde napsal svá první literární díla. Proto byla kavárna v přízemí později pojmenována po něm. V roce 1893 se sem nastěhovala rodina Najdanovićů. Dům přečkal řadu přestaveb města Bělehradu i válek a dochoval se do současnosti.